# Lista de deputados estaduais de Pernambuco da 3.ª legislatura
Essa é uma lista de deputados estaduais de Pernambuco eleitos para o período 1955-1959.

## Composição das bancadas
| Partido | Líder                      | Bancada | Posição      |
| ------- | -------------------------- | ------- | ------------ |
| PSD     | Carlos Daniel Magalhães    | 24 / 65 | Governo      |
| PTB     | Paulo Viana de Queiroz     | 14 / 65 | Governo      |
| UDN     | João Teobaldo de Azevedo   | 12 / 65 | Oposição     |
| PDC     | Beroaldo Lopes Maia        | 5 / 65  | Governo      |
| PST     | Miguel Arraes              | 5 / 65  | Oposição     |
| PSB     | Francisco Julião           | 2 / 65  | Independente |
| PRT     | Augusto Carneiro de Novais | 1 / 65  | Independente |
| PSP     | Drayton Nejaim             | 1 / 65  | Independente |
| PR      | José de Andrade de Sousa   | 1 / 65  | Governo      |

## Deputados estaduais
| Deputados estaduais eleitos             | Partido | Votação | Cidade onde nasceu      | Unidade federativa |
| Adalberto Gomes Pereira Guerra          | PTB     | 2.033   | Rio Formoso             | Pernambuco         |
| Adalberto Tabosa de Almeida             | PSD     | 3.969   | Caruaru                 | Pernambuco         |
| Agripino Ferreira de Almeida            | PDC     | 2.565   | Vertentes               | Pernambuco         |
| Alcides Lopes de Siqueira               | PSD     | 3.273   | Sirinhaém               | Pernambuco         |
| Alcides Teixeira                        | PST     | 10.150  | Recife                  | Pernambuco         |
| Alexandre Gomes da Fonseca              | PTB     | 3.337   | Recife                  | Pernambuco         |
| Alfredo Américo Leite                   | PTB     | 2.380   | Garanhuns               | Pernambuco         |
| Antônio Cavalcanti Novaes               | UDN     | 2.719   | Floresta                | Pernambuco         |
| Antônio Heráclito do Rêgo               | UDN     | 3.576   | Limoeiro                | Pernambuco         |
| Antonio Luiz da Silva Filho             | PDC     | 3.527   | Recife                  | Pernambuco         |
| Arnaldo Barbosa Maciel                  | UDN     | 2.689   | Belo Jardim             | Pernambuco         |
| Augusto Oliveira Carneiro de Novais     | PRT     | 3.227   | Escada                  | Pernambuco         |
| Beroaldo Lopes Maia                     | PDC     | 2.498   | Ribeirão                | Pernambuco         |
| Carlos Daniel Magalhães                 | PSD     | 4.212   | Salvador                | Bahia              |
| Clélio Lemos                            | PSD     | 3.405   | Recife                  | Pernambuco         |
| Clodomir Santos de Morais               | PTB     | 2.460   | Santa Maria da Vitória  | Bahia              |
| Constantino Carneiro Maranhão           | PTB     | 3.129   | Moreno                  | Pernambuco         |
| Drayton Nejaim                          | PSP     | 3.354   | Caruaru                 | Pernambuco         |
| Edgar Bezerra Leite                     | PTB     | 2.708   | Bonito                  | Pernambuco         |
| Edgar Moury Fernandes                   | PSD     | 2.491   | Recife                  | Pernambuco         |
| Ednaldo de Sousa Alves                  | PSB     | 2.421   | Brejo da Madre de Deus  | Pernambuco         |
| Elpídio de Noronha Branco               | PSD     | 4.140   | Igarassu                | Pernambuco         |
| Emídio Cavalcanti de Albuquerque        | PSD     | 3.061   | Cabo de Santo Agostinho | Pernambuco         |
| Fábio Corrêa de Oliveira Andrade        | PSD     | 4.912   | Escada                  | Pernambuco         |
| Felipe Coelho                           | UDN     | 2.900   | Ouricuri                | Pernambuco         |
| Francisco Alberto Moreira Falcão        | PTB     | 2.316   | Bom Conselho            | Pernambuco         |
| Francisco de Morais Heráclito           | UDN     | 2.776   | Limoeiro                | Pernambuco         |
| Francisco Julião                        | PSB     | 497     | Bom Jardim              | Pernambuco         |
| Gérson de Albuquerque Maranhão          | PSD     | 3.430   | Moreno                  | Pernambuco         |
| Inácio de Lemos Vasconcelos             | UDN     | 2.776   | Serra Talhada           | Pernambuco         |
| Inácio Mariano Valadares Filho          | UDN     | 3.344   | São José do Egito       | Pernambuco         |
| Irineu de Pontes Vieira                 | PST     | 4.595   | Caruaru                 | Pernambuco         |
| João Arruda Marinho dos Santos          | PSD     | 5.564   | Pesqueira               | Pernambuco         |
| João Calado Borba                       | UDN     | 2.908   | Jaboatão dos Guararapes | Pernambuco         |
| João Teobaldo de Azevedo                | UDN     | 2.901   | Carpina                 | Pernambuco         |
| João Vieira de Menezes                  | PTB     | 2.286   | Araripina               | Pernambuco         |
| José Abilio d'Albuquerque Ávila         | PSD     | 3.127   | Chã Grande              | Pernambuco         |
| José Antônio Barreto Guimarães          | PST     | 1.862   | Recife                  | Pernambuco         |
| José de Andrade de Sousa                | PR      | 1.486   | Buíque                  | Pernambuco         |
| José Francisco de Melo Cavalcanti       | PSD     | 4.022   | Recife                  | Pernambuco         |
| José Gomes de Sá                        | PTB     | 2.561   | Sousa                   | Paraíba            |
| José Joaquim da Silva Filho             | PSD     | 3.453   | Garanhuns               | Pernambuco         |
| José Mixto de Oliveira                  | UDN     | 2.888   | Lagoa de Itaenga        | Pernambuco         |
| Júlio Fernandino de Barros Melo         | PDC     | 1.690   | São Bento do Una        | Pernambuco         |
| Lívio de Souza Valença                  | PSD     | 3.590   | Capoeiras               | Pernambuco         |
| Luís de França Cavalcanti da Costa Lima | PTB     | 2.553   | Igarassu                | Pernambuco         |
| Luís Portela de Carvalho                | PSD     | 3.332   | Palmares                | Pernambuco         |
| Padre Luiz Wanderley Simões             | PSD     | 3.648   | Ouricuri                | Pernambuco         |
| Manuel Cordeiro de Melo Filho           | PSD     | 3.131   | Carnaíba                | Pernambuco         |
| Maria Elisa Viegas de Medeiros          | PDC     | 3.560   | Recife                  | Pernambuco         |
| Metódio de Godoy Lima                   | PSD     | 4.628   | Itapetim                | Pernambuco         |
| Miguel Arraes                           | PST     | 1.959   | Araripe                 | Ceará              |
| Miguel Caitano Monteiro Santos          | PSD     | 3.623   | Serra Talhada           | Pernambuco         |
| Moacir Sales de Araújo                  | PSD     | 3.569   | Abreu e Lima            | Pernambuco         |
| Olímpio de Souza Ferraz                 | UDN     | 3.299   | Dormentes               | Pernambuco         |
| Orlando da Cunha Parahym                | PSD     | 4.851   | São Lourenço da Mata    | Pernambuco         |
| Osvaldo Coelho                          | PSD     | 3.449   | Juazeiro                | Bahia              |
| Otávio Correia de Araújo                | PTB     | 3.510   | Cabaceiras              | Paraíba            |
| Paulo Pessoa Guerra                     | PSD     | 3.171   | Nazaré da Mata          | Pernambuco         |
| Paulo Viana de Queiroz                  | PTB     | 2.104   | Bonito                  | Pernambuco         |
| Rinaldo Pinho Alves                     | PTB     | 3.968   | Olinda                  | Pernambuco         |
| Suetone Alencar                         | UDN     | 2.717   | Salgueiro               | Pernambuco         |
| Walfredo Paulino de Siqueira            | PSD     | 3.416   | São José do Egito       | Pernambuco         |
| Veneziano Vital do Rêgo                 | PTB     | 3.023   | Campina Grande          | Paraíba            |
| Waldemir Cardoso da Cunha               | PST     | 3.000   | Camaragibe              | Pernambuco         |